# مارك حنا (سياسي)
مارك حنا هو محرر وشخصية أعمال وكاتب سيناريو وسياسي أمريكي، ولد في 24 سبتمبر 1837 في ليزبون في الولايات المتحدة، وتوفي في 15 فبراير 1904 في واشنطن العاصمة في الولايات المتحدة بسبب حمى التيفوئيد. نشط حزبياً في الحزب الجمهوري.

## مناصب
- انتخب عضو مجلس الشيوخ الأمريكي [الإنجليزية]‏ عن دائرة Ohio Class 1 senate seat ‏ وقد انضم خلال فترته النيابية [الإنجليزية]‏ (4 مارس 1903 – 15 فبراير 1904) للكتلة البرلمانية الحزب الجمهوري.
- انتخب عضو مجلس الشيوخ الأمريكي [الإنجليزية]‏ عن دائرة Ohio Class 1 senate seat ‏ وقد انضم خلال فترته النيابية [الإنجليزية]‏ (4 مارس 1901 – 4 مارس 1903) للكتلة البرلمانية الحزب الجمهوري.
- انتخب عضو مجلس الشيوخ الأمريكي [الإنجليزية]‏ عن دائرة Ohio Class 1 senate seat ‏ وقد انضم خلال فترته النيابية [الإنجليزية]‏ (4 مارس 1899 – 4 مارس 1901) للكتلة البرلمانية الحزب الجمهوري.
- انتخب عضو مجلس الشيوخ الأمريكي [الإنجليزية]‏ عن دائرة Ohio Class 1 senate seat ‏ وقد انضم خلال فترته النيابية [الإنجليزية]‏ (5 مارس 1897 – 4 مارس 1899) للكتلة البرلمانية الحزب الجمهوري.
- انتخب عضو مجلس الشيوخ الأمريكي [الإنجليزية]‏ (5 مارس 1897 – 15 فبراير 1904).

## وصلات خارجية
- مارك هانا على موقع IMDb (الإنجليزية)
- مارك هانا على موقع الموسوعة البريطانية (الإنجليزية)
- مارك هانا على موقع إن إن دي بي (الإنجليزية)